# Rana dalmatina
La rana ágil (Rana dalmatina) es una especie de anfibio anuro de la familia Ranidae. Es común en el norte, centro y sur de Europa. Tiene unas patas excepcionalmente largas y gracias a esto es capaz de elevarse varios metros. Es de color marrón pálido. Posee manchas marrón oscuro en el dorso. Se puede distinguir a los machos de las hembras por sus patas posteriores más anchas. Vive en bosques abiertos y en praderas pantanosas; pasa el invierno y las temporadas secas bajo troncos y rocas. Se reproduce en primavera.